# 세라핀 (영화)
《세라핀》(Seraphine)은 벨기에에서 제작된 마르탱 프로보스트 감독의 2008년 드라마 영화이다. 욜랜드 모로 등이 주연으로 출연하였고 질 사쿠토 등이 제작에 참여하였다.

## 출연

### 주연
- 욜랜드 모로
- 울리히 터커

### 조연
- 안네 베넨트
- 제네비에브 무니치
- 니코 로그너
- 서지 라리비에레
- 프랑수와 레브런
- 레나 브레반
- 코렌틴 로벳

## 기타
- 공동제작: 올리비에 로신
- 미술: 티에리 프랑수아
- 세트: 캐서린 자리에-프리어
- 배역: 브리짓 므와동